# Démixtion
 (janvier 2022).
Si vous disposez d'ouvrages ou d'articles de référence ou si vous connaissez des sites web de qualité traitant du thème abordé ici, merci de compléter l'article en donnant les références utiles à sa vérifiabilité et en les liant à la section « Notes et références ».

Démixtion d'un liquide virtuel à deux dimensions.

La démixtion est la séparation spontanée d'un mélange (ou alliage) homogène de particules en plusieurs phases non miscibles de compositions différentes.
Un mélange fait de particules de tailles différentes a tendance à se désagréger, les particules d'une certaine taille se regroupant d'un côté, celles d'une autre taille de l'autre. Ce phénomène est appelé ségrégation ou démixtion.

## Définition du paramètre d'interaction
Si on note {\displaystyle {\rm {E_{AA}}}}, {\displaystyle {\rm {E_{BB}}}} et {\displaystyle {\rm {E_{AB}}}}, les énergies d'interaction entre deux molécules dans un mélange binaire {\displaystyle {\rm {A-B}}}, alors on définit le paramètre d'interaction {\displaystyle \lambda } par :
{\displaystyle {\rm {\lambda =K\cdot \left(E_{AB}-{\frac {1}{2}}\left(E_{AA}+E_{BB}\right)\right)}}}
Les énergies d'interaction entre deux molécules sont des grandeurs négatives ({\displaystyle E<0}) :
- si {\displaystyle \lambda =0} avec {\displaystyle {\rm {E_{AA}=E_{BB}=E_{AB}=0}}} ; c’est le modèle du mélange de gaz parfaits (toujours homogène) ;
- si {\displaystyle \lambda =0} avec {\displaystyle {\rm {E_{AA}=E_{BB}=E_{AB}\neq 0}}} et {\displaystyle {\rm {E_{AB}=0{,}5\times (E_{AA}+E_{BB})}}} ; c’est le modèle du mélange idéal (toujours homogène) ;
- si {\displaystyle \lambda <0} alors {\displaystyle {\rm {|E_{AB}|>0{,}5\times |E_{AA}+E_{BB}|}}} ; on aura la formation d'un mélange homogène ;
- si {\displaystyle \lambda >0} alors {\displaystyle {\rm {|E_{AB}|<0{,}5\times |E_{AA}+E_{BB}|}}} ; c’est un cas défavorable pour la formation du mélange, on pourra donc faire le mélange dans certaines conditions mais on aura aussi parfois un phénomène de démixtion (séparation en deux phases).

Dans un alliage ayant tendance à l’ordre ({\displaystyle \lambda <0}), le système favorise les paires hétéro-atomiques. Dans un alliage ayant tendance à la démixtion ({\displaystyle \lambda >0}), le système favorise les paires homo-atomiques. Cet  effet d’alliage tend à faire ségréger l’élément minoritaire. Dans le cas d’un alliage à tendance à la démixtion comme l’alliage fer-chrome (Fe-Cr), le système tend à maximiser le nombre de liaisons homo-atomiques. L’élément minoritaire tend donc à minimiser le nombre de liaisons avec la matrice : il ségrège à la surface.